# Vlasina Stojkovićeva
Vlasina Stojkovićeva (em cirílico: Власина Стојковићева) é uma vila da Sérvia localizada no município de Surdulica, pertencente ao distrito de Pčinja. A sua população era de 169 habitantes segundo o censo de 2011.

## Demografia
| 1948 | 1953 | 1961 | 1971 | 1981 | 1991 | 2002 | 2011 |
| ---- | ---- | ---- | ---- | ---- | ---- | ---- | ---- |
| 1359 | 1279 | 1084 | 764  | 489  | 287  | 252  | 169  |